# Жизнь прошла мимо
«Жизнь прошла мимо» — советский художественный фильм режиссёра Владимира Басова, снятый в 1958 году. Премьера состоялась 14 апреля 1959 года.

## Сюжет
Фильм рассказывает о жизни вора-рецидивиста Акулы. Он бежит из колонии и пытается продолжить своё воровское ремесло, но для этого ему нужна помощь старых дружков, и вор-рецидивист отправляется их разыскивать. Однако прошло время, и никто из них не хочет вспоминать прошлое и вновь вставать на скользкий путь. Один из них, Иннокентий Степанов (Юрий Саранцев), работает в комсомольской бригаде на строительстве.

## В ролях
- Григорий Гай — Николай «Акула»
- Юрий Саранцев — Иннокентий Степанов
- Игорь Безяев — Игорёк
- Виталий Беляков — Васька «Кот»
- Николай Боголюбов — подполковник Панин
- Глеб Стриженов — Петька-артист
- Римма Шорохова — жена Иннокентия Степанова
- Лилия Толмачёва — Нина
- Анатолий Ведёнкин — Фёдор
- Леонид Довлатов — заключённый исправительно-трудовой колонии
- Станислав Коренев — заключённый
- Елизавета Кузюрина — Матрёна Прохоровна
- Николай Парфёнов — Пётр Рябчиков (Рябой)
- Леонид Марков — «Червяк»
- Фёдор Одиноков — «наводчик»
- Елена Понсова — Смирнова
- Валентин Брылеев — Санька-волдырь
- Степан Борисов — бригадир

## Съёмочная группа
- Авторы сценария: Маро Ерзинкян, Платон Набоков
- Режиссёр: Владимир Басов
- Оператор: Сергей Полуянов
- Композитор: Михаил Зив
- Художник по костюмам: Валентин Перелётов